# Association des collectivités locales

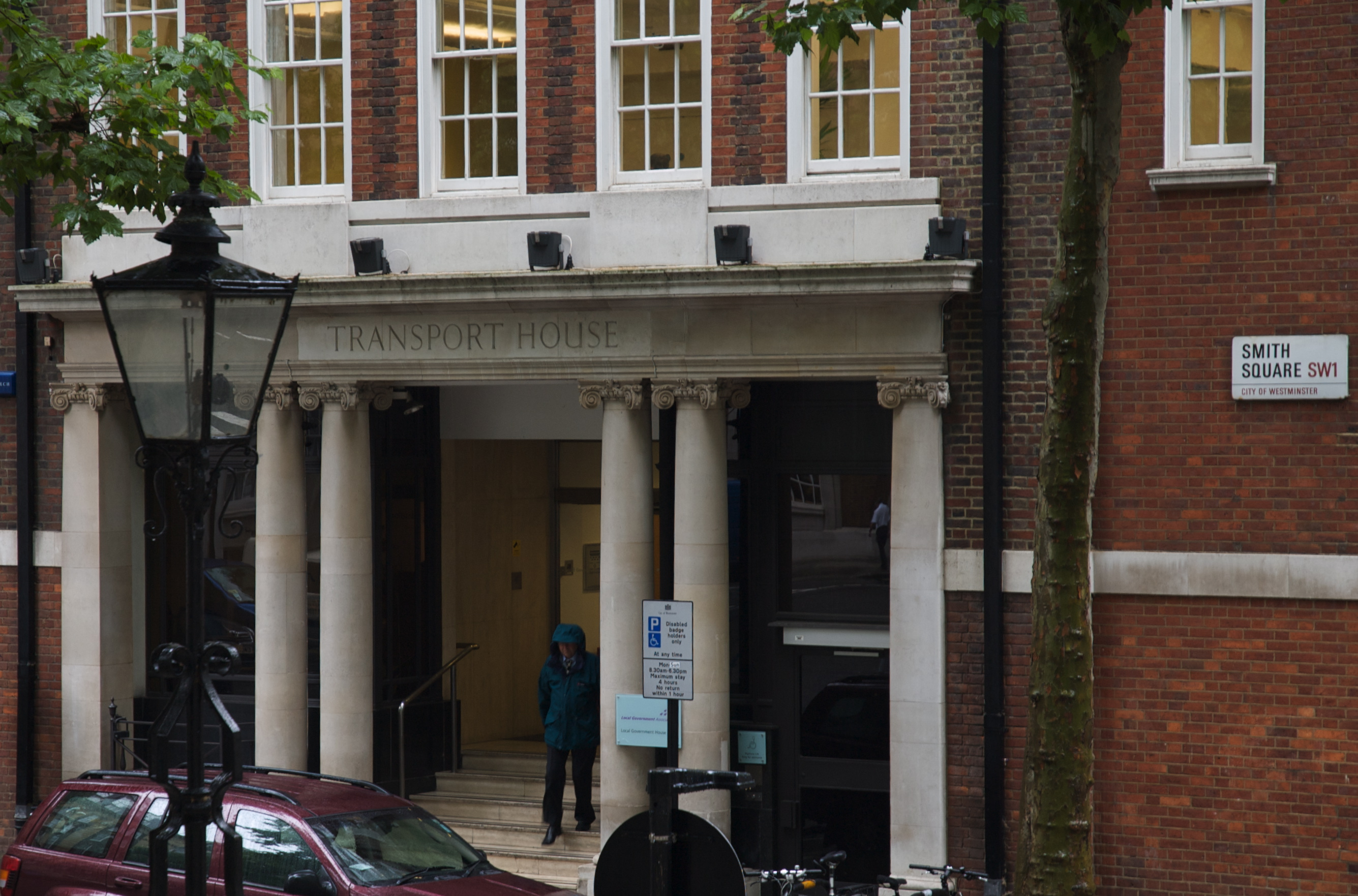
Les bureaux de l'Association des collectivités locales, Smith Square, Londres.

L'Association des collectivités locales (Local Government Association, LGA, en anglais, et Cymdeithas Llywodraeth Leol Cymru a Lloegr, en gallois) est une organisation britannique sans but lucratif, agissant comme porte-parole des collectivités locales, en Angleterre et au Pays de Galles.

## Objectifs
L'Association des collectivités locales cherche à promouvoir une meilleure administration locale, elle assure la communication entre les fonctionnaires des différentes collectivités locales, afin de développer de meilleures pratiques. Elle représente également les intérêts des collectivités locales auprès du gouvernement national et vise à améliorer l'image et la réputation de l'administration locale en général.

## Organisation

### Structure
Ses membres sont les différents types de collectivités locales anglaises et galloises : conseils de comté, conseils de districts métropolitains, conseils de districts londoniens, conseils de districts non-métropolitains et autorités unitaires. L'Association des collectivités locales ne fédère pas les conseils paroissiaux et communautaires, qui sont représentés par l'Association nationale des conseils locaux et par One Voice Pays de Galles. Cependant, la question des l'adhésion des plus importants conseils paroissiaux est discutée. Weston Super Mare a, par exemple, fait partie, pendant un temps, de l'association. Par ailleurs, il existe des organismes, comme les Conseils de Londres (anciennement Association des collectivités de Londres) et d'autres organismes régionaux, qui regroupent les collectivités locales au niveau régional.
Les membres gallois font partie de l'Association galloise des collectivités locales, une association affiliée à l'Association des collectivités locales, dont elle fait partie, mais qui conserve une autonomie complète dans le traitement des affaires galloises, en dépit de la dévolution. En revanche, en Écosse, la Convention des collectivités locales écossaises et, en Irlande du Nord, l'Association d'Irlande du Nord des collectivités locales sont des organismes entièrement distincts, jouant, cependant, des rôles semblables à ceux que joue l'Association des collectivités locales, en Angleterre et au Pays de Galles.
L'adhésion à l'association est volontaire. Certains conseils ont choisi de ne pas en faire partie, comme le conseil de Bromley, à Londres.
L'association comporte des Groupes d'intérêts spéciaux, représentant des groupes de collectivités. Elles sont généralement sectorielles, comme le Réseau des conseils de comté, le Groupe d'intérêt spécial des autorités municipales, et l'UNISIG, représentant les autorités unitaires, mais il existe aussi des groupes pour les collectivités côtières, les collectivités à ethnicité élevée et les collectivités à populations clairsemées, entre autres.
L'Association des collectivités locales est membre du Groupe des collectivités locales (Local Government Group), qui comporte aussi Amélioration et développement des collectivités locales (anciennement Agence pour l'amélioration et le développement), Employeurs des collectivités locales (anciennement Organisation des employeurs des collectivités locales), Réglementation des collectivités locales (anciennement Coordinateurs des services réglementaires des collectivités locales), Direction des collectivités locales (anciennement Centre de direction des collectivités locales) et Partenariats locaux (une coentreprise entre l'Association des collectivités locales et Partnerships UK, assurant les fonctions précédemment remplies par 4ps).
Ces organismes travaillent avec les collectivités locales (qu'elles soient ou non membres de l'Association des collectivités locales), avec l'objectif de renforcer les capacités des collectivités locales. Ils fournissent un appui sur des questions spécifiques qui sont d'importance générale pour les collectivités locales, comme, par exemple, les négociations salariales nationales. Les membres du Groupe des collectivités locales sont nommés, en juillet 2010, dans le cadre de l'initiative Getting Closer.

### Direction
Le directeur général est John Ransford. Margaret Eaton, ancienne dirigeante du Conseil de la ville de Bradford, a été élue présidente de l'Association des collectivités locales, le 11 septembre 2008, en remplacement de Sir Simon Milton, devenu maire adjoint de Londres, chargé de l'administration et de la planification. En 2011, elle est remplacée par Sir Merrick Cockell.
| 1997-2004 | Sir Jeremy Beecham        |
| 2004-2007 | Lord Sandy Bruce-Lockhart |
| 2007-2008 | Sir Simon Milton          |
| 2008-2011 | Dame Margaret Eaton       |
| 2011-     | Sir Merrick Cockell       |

Le Bureau du Bien-être communautaire est présidé par David Rogers. L'association comporte quatre groupes politiques : conservateur, travailliste, libéral-démocrate et indépendant. Le groupe libéral-démocrate est dirigé, de 2001 à 2005, par Sir Chris Clarke et, de 2005 à 2011, par Richard Kemp. Marianne Overton est le chef du groupe indépendant en 2011.

### Sièges
L'Association des collectivités locales a son siège à la Maison des collectivités locales (anciennement Maison des transports), dans Smith Square, à Westminster (Londres, Royaume-Uni). Le siège de l'association galloise est à Cardiff.

## Histoire
L'Association des collectivités locales est créée le 1er avril 1997, au moment de la réforme, durant les années 1990, des collectivités locales au Royaume-Uni, avec la création des autorités unitaires. L'association est le successeur direct de plusieurs associations sectorielles, les plus récentes étant l'Association des conseils de comté, l'Association des conseils de district et l'Association des autorités métropolitaines.
En 2008, l'Association des collectivités locales publie, avec le Département des communautés et du gouvernement local, la Stratégie nationale d'amélioration et d'efficacité, qui permet le renforcement de la présence régionale, sous la forme de neuf Partenariats régionaux d'amélioration et d'efficacité  (Regional Improvement and Efficiency Partnerships, RIEP). Ceux-ci reçoivent, du Département des communautés et du gouvernement local, un financement de 222 M€ (185 M£), destiné à stimuler l'amélioration des collectivités locales.

En juin de la même année, le président, Sir Simon Milton, fait envoyer un courrier aux responsables de chaque conseil en Angleterre, demandant avec insistance que les autorités locales n'usent pas des nouveaux pouvoirs que leur confèrent la Loi de règlementation des pouvoirs d'enquête pour des enjeux mineurs et suggère une :

« revue annuelle de ces pouvoirs par un comité de surveillance approprié, »